# 假茄科
假茄科共有2属约85种，全部生长在南美洲西部沿海，从秘鲁的热带到阿根廷的温带地区。
假茄科植物为灌木或草本，绝大部分为肉质，叶肉质或革质；花的花被5，钟形或漏斗形；果实为裂果。
1981年的克朗奎斯特分类法将本科列入茄目，1998年根据基因亲缘关系分类的APG 分类法和2003年经过修订的APG II 分类法不承认这个科，将各属合并到茄科中。